# Mangifera parvifolia
Mangifera parvifolia är en sumakväxtart som beskrevs av Boerl. & Koord.. Mangifera parvifolia ingår i släktet Mangifera och familjen sumakväxter. Inga underarter finns listade i Catalogue of Life.